# سیارک ۹۰۹۱
سیارک ۹۰۹۱ (به انگلیسی: 9091 Ishidatakaki، نامگذاری:1995VK) نه هزار و نود و یکمین سیارک کشف شده‌است که در ۲ نوامبر ۱۹۹۵ کشف شد.